# Chiesa di San Giovanni Battista (Sale San Giovanni)
La chiesa di San Giovanni Battista è la parrocchiale di Sale San Giovanni, in provincia di Cuneo e diocesi di Mondovì; fa parte dell'unità pastorale di Ceva.

## Storia
L'originaria parrocchiale di Sale, dedicata alla Natività di San Giovanni Battista, fu costruita nell'XI secolo e sorgeva accanto al camposanto.
Nel XIV secolo questo luogo di culto cominciò a perdere importanza in favore della cappella di San Sisto, ubicata presso il castello in paese.
La prima pietra della nuova parrocchiale venne posta nel 1773; l'edificio fu portato a compimento nel 1776.

## Descrizione

### Esterno
La facciata a salienti della chiesa, rivolta a levante, si compone di tre corpi: quello centrale, più alto, è tripartito da quattro lesene tuscaniche, sorreggenti il frontone sormontato da pinnacoli, e presenta il portale d'ingresso, sovrastato dal timpano semicircolare spezzato e un grande tondo.
Sull'ala laterale destra della parrocchiale si erge il campanile a base quadrata, la cui cella presenta su ogni lato una monofora ed è coronata dalla guglia piramidale.

### Interno
L'interno dell'edificio è suddiviso in tre navate; al termine dell'aula si sviluppa il presbiterio, a sua volta chiuso dall'abside ellittica.
Qui sono conservate diverse opere di pregio, tra le quali la statua ritraente la Madonna col Bambino il quale consegna a San Pietro le chiavi, collocata sull'altare minore di San Pietro, le tele raffiguranti la Predicazione di San Giovanni Battista, San Domenico che propaga la devozione al Santo Rosario, la Sacra Famiglia con i Santi Giuseppe e Giovanni Battista e la Madonna del Rosario con al fianco i Santi Domenico e Caterina.